# Natoli (famiglia)
I Natoli sono un'antica famiglia della nobiltà feudale siciliana, di origine provenzale.

## Etimologia
Secondo alcuni etimologisti il significato della parola Natoli sarebbe un afaresi della parola greca Anatolè (Ανατολή) cioè "Oriente".

## Storia

### Medioevo
Si vuole il passaggio dalla Francia a Napoli con Giovanni di Natoli, regio cavaliere, al seguito del suo familiare il Conte di Provenza Carlo I d’Angiò, fratello del Re di Francia, dove arrivò con gli angioini e tre dei suoi cinque figli cavalieri, nel 1266, con il titolo di reali Milites.
Nel 1343 la famiglia passò dal Regno di Napoli al Regno di Sicilia, a Messina, con Antonino Natoli (Antoninus), al seguito della regina Eleonora d'Angiò, moglie del re di Sicilia Federico III di Aragona che gli conferirà diversi feudi.

### Epoca moderna
Discendente di Antonio Natoli fu Giovanni Matteo Natoli (Ioannem Matteum de Natoli), detto anche "il Magnifico" Giò di Patti, nobile messinese a cui venne concesso il cingolo Militare con il titolo di Cavaliere, nominato da re Carlo V, Cavaliere del Sacro Romano Impero, a proprie spese il 4 maggio 1523 armò due galee per fronteggiare nel mar Adriatico, i nemici che attaccavano il Vaticano. Partecipò a tutte le battaglie del suo secolo, da Tunisi a La Goletta, morendo a S.Angelo. Suo figlio fu Antonino Natoli, Castellano della città di Patti.
Un Antonino Natoli, nato nel 1539 a Messina, ma che visse a lungo a Patti, a ventinove anni di età entrò nel convento dei Padri Osservanti nella terra della Ficasia, e divenne appartenente al terziario francescano, riformato, lasciò ogni avere e il suo stemma, cambiò il suo nome in Antonino da Piraino detto "Antonino da Patti", pubblicò il “Viridarium concionatorum", e altre importanti opere, tra cui "La via sicura al cielo". Fu Visitatore Apostolico nel 1596 su mandato diretto di Papa Giulio III, da cui fu proclamato Venerabile e sepolto a Roma.
Giovanni Forti Natoli, barone di S.Bartolomeo, figlio del Conte Blasco Natoli Lanza, comprò il castello di Sperlinga e Re Filippo IV gli concesse nel 1622 per sé e per i suoi discendenti, il titolo di principe, e il privilegio di "potervi fabbricare terre": questi farà incidere nella roccia del castello l'iscrizione postuma, risalente ai vespri siciliani: "Quod Siculis placuit, sola Sperlinga negavit".
Giovanni Natoli Lanza Alifia Ruffo, nominato da re Carlo III di Borbone primo Duca di Archirafi, edificò nel 1762 la Torre di Archirafi, nel luogo dove già sorgeva una antichissima e famosa torre merlata difensiva, andata distrutta da un maremoto intorno al 1853.
Il 21 ottobre 1714 nacque un Giovanni Natoli, Principe di Sperlinga, che fu noto letterato, e presidente dell'Accademia dei "Peloritani pericolanti" di Messina, governatore di diverse confraternite della Chiesa, riconosciute dal Papa, negli anni 1739, 45,74, 60, 61, 62, fu Cavaliere del Sovrano militare ordine di Malta.
Fu solo l'intuito, e i controlli di Francesco Natoli Alifia, a salvare la città di Messina dalla peste nel 1720 scacciando, contro gli ordini di approdo della capitaneria, la nave che appestò poi la Provenza e tutta Marsiglia, comandò inoltre le truppe urbane di Messina nel 1734, ottenendo numerosi riconoscimenti.
Il marchese Vincenzo Natoli fece costruire, nel centro cittadino di Palermo, Palazzo Natoli dedicato alla propria moglie, Maria Natoli Sieripopoli, che però non vide mai l'opera compiuta e morì a Palermo nel 1763, a seguito fece ricostruire anche l'antichissimo complesso monastico di Santa Maria delle Grazie dell'Ordine di San Benedetto a Ficarra, risalente al 1575, andato distrutto nel corso del terremoto del 1739.

### Epoca contemporanea

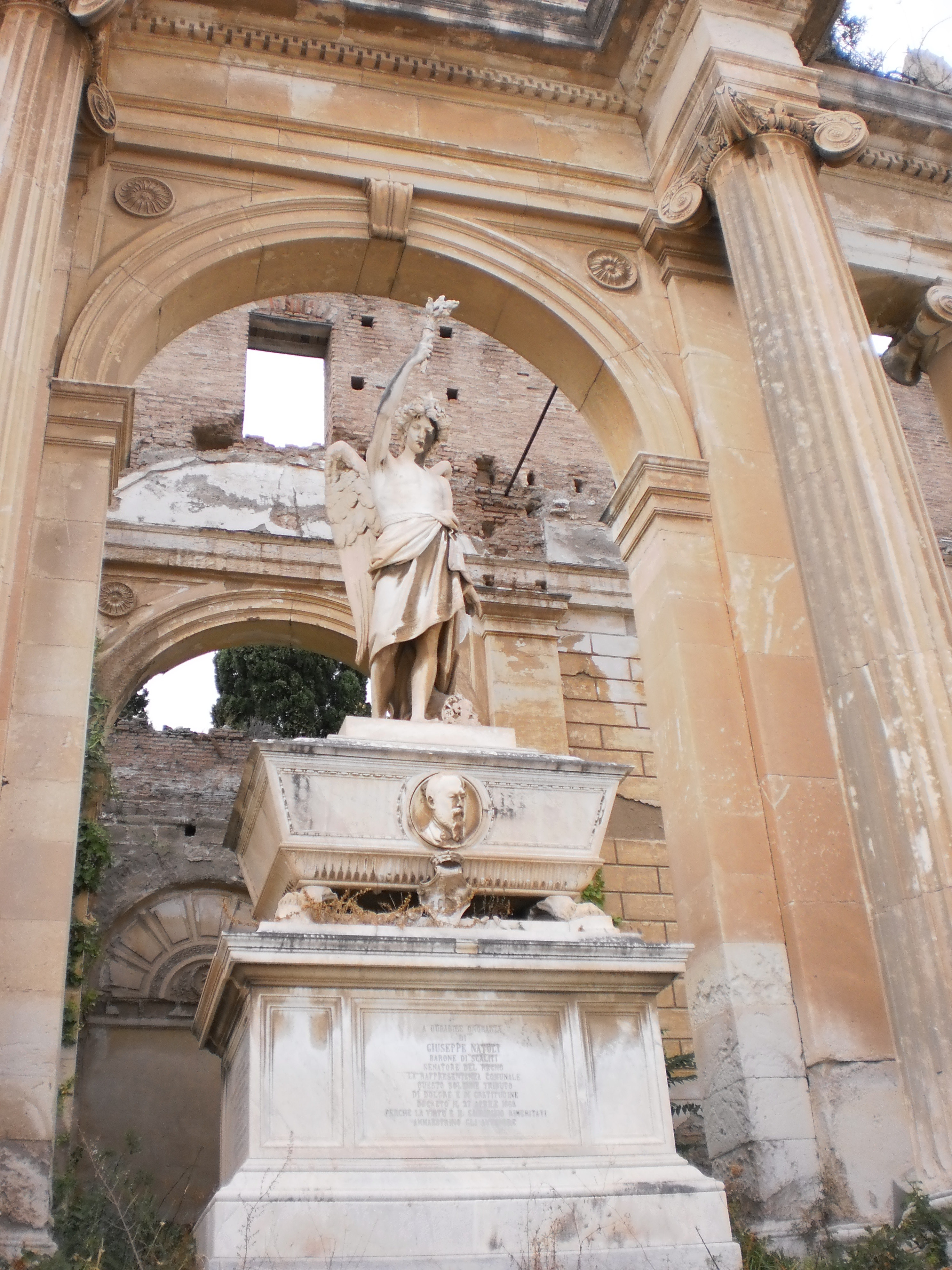
Monumento a Giuseppe Natoli, opera dello scultore Lio Gangeri, Messina, 1867

Luigi Natoli, nacque a Patti nel 1799, divenne teologo e Vicario Generale della Diocesi di Patti e fu nominato arcivescovo di Messina, su proposta diretta di Re Ferdinando II delle Due Sicilie. 
L'arcivescovo Natoli fu poi eletto, da Papa Pio IX, Vescovo di Caltagirone il 15 febbraio 1858, e fu membro del Concilio Vaticano I. Il fratello dell'Arcivescovo fu Salvatore Natoli, commendatore dell'Ordine dei Santi Maurizio e Lazzaro e sindaco di Messina nel 1859.
Giuseppe Natoli, giurista e patriota, fu ministro dell'Interno, dell'Agricoltura, Industria e Artigianato e della Pubblica Istruzione, più volte tra il 1861 e il 1865. Fu anche sindaco di Messina dal 1865 al 1867. Giuseppe Natoli nel 1853 partecipò alla fondazione della prima Banca nazionale e ne sottoscrisse il capitale, finanziò inoltre il Cantiere navale fratelli Orlando in Liguria. Il figlio Giacomo Natoli fu sindaco di Messina nel 1886, 1887, e dal 1893 al 1895.
A Palermo Luigi Natoli, storico e romanziere, e il figlio Aurelio, deputato alla Costituente e il figlio Domenico, noto illustratore e giornalista.
A Palermo  marchese Giuseppe Natoli 1917-2003 figlio di Fabrizio Natoli e Vittoria Arone di Valentino.
A Palermo marchese Fabrizio Natoli 1949-1995.
A Menfi marchese Giuseppe Natoli villa Vittoria bertolino.

## Arma
Il fusato è d'azzurro, alla torre d'argento merlata alla ghibellina, fondata verso il fianco destro dello scudo sopra uno scoglio uscente da un mare in tempesta nella punta il tutto al naturale; al leone d'argento coronato dello stesso fermo sullo scoglio e rampante a sinistra della torre affrontata, battuto dal mare agitato d'argento, fluttuoso di nero uscente dalla punta. Il motto è: Tvtvum signat iter.

## Dimore
- Palazzo Natoli a Palermo
- Castello di Sperlinga
- Torre Archirafi a Riposto
- Castello della città di Patti
- Villa Natoli contrada San Michele, Messina
- Villa Vittoria contrada bertolino Menfi https://www.shobha.it/gli_ultimi_gattopardi_ritratti_dell_aristocrazia_siciliana-r13367

## Personalità
- Giuseppe Natoli (1815-1867) - banchiere e Ministro degli Interni, della Pubblica Istruzione, e dell'Agricoltura, Industria e Commercio
- Luigi Natoli (1815-1867) - arcivescovo
- Giacomo Natoli (1846-1896) - patriota italiano e sindaco di Messina
- Salvatore Natoli (1942) - filosofo
- Guido Natoli (1893-1966) - banchiere, agrario e deputato
- Ugo Natoli (1915-1992) - giurista
- Aldo Natoli (1913-2010) - medico e deputato
- Piero Natoli (1947-2001) - regista
- Carlotta Natoli (1971) - attrice
- Gioacchino Natoli (1940) - magistrato e giurista
- Ugo Natoli (1878-1915) - giurista, professore di diritto privato
- Marilina Natoli (1967) - musicista, bassista
- Antonio Natoli (1923 - 2009) - Giornalista